# Mike Huckabee

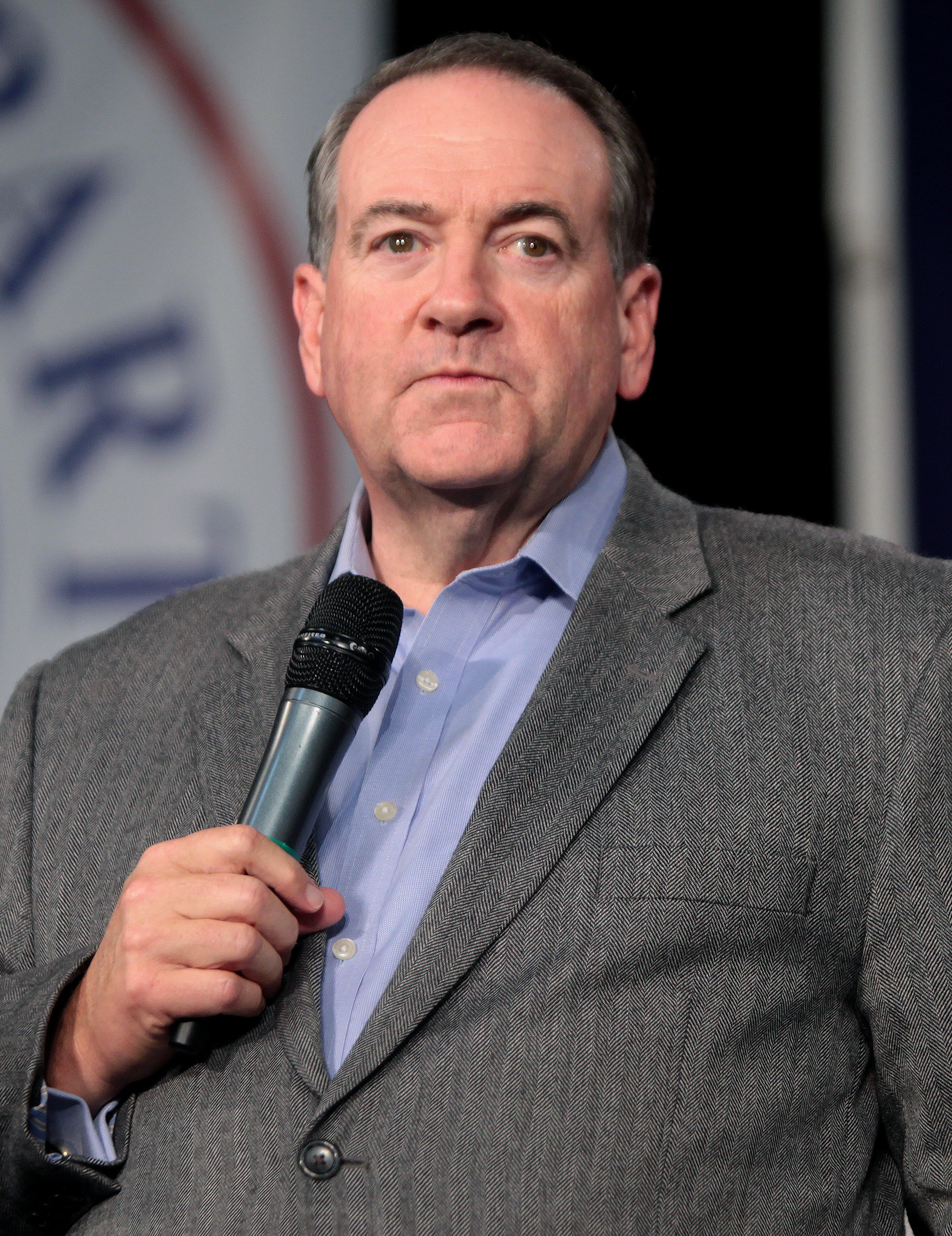
Mike Huckabee (2015)

Michael Dale „Mike“ Huckabee [ˈhʌkəbiː] (* 24. August 1955 in Hope, Arkansas) ist ein US-amerikanischer Politiker der Republikanischen Partei und war von 1996 bis 2007 Gouverneur von Arkansas. Seit dem 9. April 2025 ist er Botschafter der Vereinigten Staaten in Israel.
Er war ein Kandidat der Republikanischen Partei im Kampf um die Nominierung für die US-Präsidentschaftswahl 2008, konnte sich jedoch gegen John McCain nicht durchsetzen. Zur Wahl 2016 unternahm er einen zweiten Versuch, für seine Partei anzutreten, unterstützte aber nach einigen Monaten Donald Trump. Darüber hinaus ist er Autor mehrerer Bücher sowie ehemaliger Pastor der Southern Baptist Convention.

## Leben

### Jugend
Mike Huckabee wurde in Hope (Arkansas) geboren. Sein Vater arbeitete als Feuerwehrmann und Mechaniker, seine Mutter als Angestellte für ein Ölunternehmen. Huckabee hat eine ältere Schwester. 1972 wurde ihm die Führungsposition des Jugendprogramms Boys/Girls State in Arkansas übertragen, und er wurde Präsident seiner High School. Am 25. Mai 1974 heiratete er Janet McCain. Mit ihr hat er drei mittlerweile erwachsene Kinder, zwei Söhne und eine Tochter. Seine Tochter Sarah Huckabee Sanders war von Juli 2017 bis Ende Juni 2019 Pressesprecherin des Weißen Hauses; seit Januar 2023 ist sie Gouverneurin von Arkansas.

### Ausbildung zum Pastor
Huckabee schloss das Studium zum Bachelor of Arts in Religion an der Ouachita Baptist University mit magna cum laude nach zweieinhalb Jahren 1975 ab. Danach wechselte er zu einem Theologischen Seminar der Southern Baptist Convention (SBC) in Fort Worth, Texas. Das dortige Studium brach er nach einem Jahr ab. Huckabee war Pastor in SBC-Kirchen in Arkadelphia, Texarkana (Arkansas) und Pine Bluff, Arkansas. Von 1989 bis 1991 war er Präsident der Arkansas Baptist State Convention. Er war auch als Präsident bei einem religiös orientierten Fernsehsender tätig.

### Frühe politische Betätigungen
1992 versuchte Huckabee erstmals, sich für den Senat der Vereinigten Staaten zu bewerben, scheiterte jedoch gegen den demokratischen Amtsinhaber Dale Bumpers mit 40:60 Prozent. Bei denselben Wahlen wurde Bill Clinton, bis dahin Gouverneur von Arkansas, zum Präsidenten der Vereinigten Staaten gewählt, was dazu führte, dass der Demokrat Jim Guy Tucker neuer Gouverneur wurde. Am 27. Juli 1993 wurde Huckabee daraufhin mit einer knappen Mehrheit in einer Nachwahl zum neuen Vizegouverneur gewählt. Bei erneuten Wahlen am 8. November 1994 konnte er sich mit 59 % gegen den abgeschlagenen Demokraten Charlie Cole Chaffin durchsetzen.

### Gouverneur von Arkansas

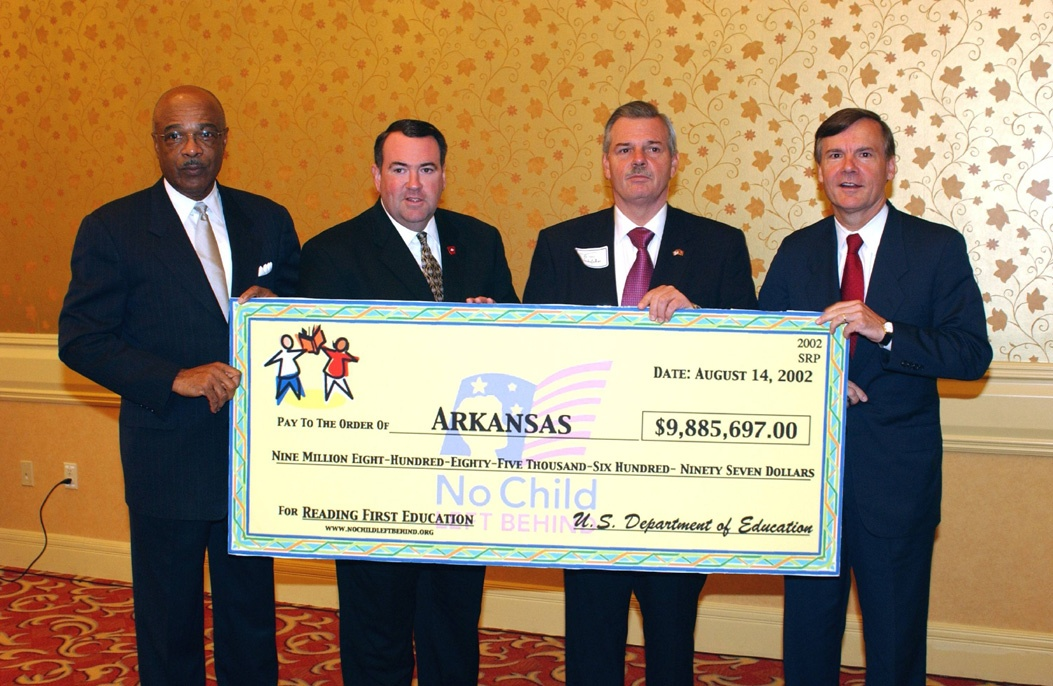
Mike Huckabee (2. von links) mit (von links) Rod Paige, Winthrop Rockefeller und Tim Hutchinson (2002)

1996 versuchte Huckabee zunächst, sich erneut für den US-Senat zu bewerben. Als jedoch im Mai desselben Jahres bekannt wurde, dass der damalige demokratische Gouverneur Jim Guy Tucker infolge des Whitewater-Skandals zurücktreten wolle, wurde Huckabee am 15. Juli zum Gouverneur von Arkansas ernannt. Huckabee, der einer der bislang lediglich drei republikanischen Gouverneure von Arkansas war, gewann 1998 die Gouverneurswahlen mit 60 % der Stimmen; 2002 wurde er mit 53 % wiedergewählt. Ebenfalls 2002 bewarb sich seine Frau Janet als Secretary of State, kam aber nur auf 38 % Stimmenanteil.
Im Jahr 2003 wurde bei Huckabee Diabetes Typ 2 festgestellt, woraufhin er über 45 Kilogramm abnahm, indem er unter anderem mehrere Marathonläufe beendete (z. B. Little-Rock-Marathon, Little Rock, Arkansas: 4:38:31 Std.). Im November 2005 schaffte er es im Magazin Time auf die Liste der fünf besten US-Gouverneure und wurde Vorsitzender der National Governors Association. Als Huckabee im 9. Januar 2007 das Amt niederlegen musste, da er nach der Beendigung zweier Amtszeiten nicht mehr erneut kandidieren durfte, hatte er die drittlängste Amtszeit nach den demokratischen Gouverneuren Orval Faubus und Bill Clinton inne.

### Präsidentschaftskandidatur 2008

Wahlkampflogo

Am 27. Januar 2007 bekannte Mike Huckabee Interesse an einer Kandidatur bei den US-Präsidentschaftswahlen. Der Republikaner beantragte die Gründung eines Förderausschusses, mit dem er Spenden für seinen Wahlkampf sammeln könne. Auf Grund akuten Geldmangels führte Huckabee einen extrem sparsamen Wahlkampf, seine Unterstützer betätigten sich vor allem ehrenamtlich und es wurde großen Wert auf Mund-zu-Mund-Propaganda gelegt. Daher nutzte Huckabee als einziger Kandidat auch Auftritte bei der US Comedyshow The Colbert Report, um seine überregionale Bekanntheit zu steigern und sich als Alternative zu den etablierten republikanischen Kandidaten zu präsentieren. Einer der bekanntesten Anhänger Huckabees war der Schauspieler Chuck Norris, der ihn aktiv in seinem Wahlkampf unterstützte.
Zunächst wurde Huckabee als Außenseiter im Kampf um die republikanische Nominierung betrachtet, eine am 28. November 2007 von Rasmussen Reports veröffentlichte Umfrage zeigte jedoch, dass er im Bundesstaat Iowa mit 28 % vor Mitt Romney lag, der auf 25 % kam. Ende 2007 hatte Romney, dessen Wahlkampfausgaben alleine in Iowa diejenigen Huckabees um das 20fache übersteigen, immer noch 25 %, während sich Huckabee auf 38 % steigern konnte. Bei den Vorwahlen für die Präsidentschaftswahlen in Iowa am 3. Januar 2008 konnte Huckabee mit 35342 Stimmen (34 %) den Sieg für sich verbuchen. Nach den als unwichtig angesehenen Vorwahlen in Wyoming wurde er jedoch von Mitt Romney überholt. In New Hampshire belegte Huckabee den dritten Platz und verlor auch in Michigan, Nevada, South Carolina und Florida. Am Super Tuesday entschied er fünf Staaten für sich, am 9. Februar 2008 konnte er in zwei Staaten gewinnen (Louisiana (Primary), Kansas (Caucus).) Eine weitere Vorwahl am 9. Februar 2008 verlor er nach zweifelhaftem Abbruch der Auszählung knapp (Washington (Caucus)), ebenso die Vorwahlen am 12. Februar 2008 in Virginia, Maryland und Washington, D.C. sowie am 4. März in Texas, Ohio und anderen Staaten. Dadurch konnte er die Nominierung nicht mehr gewinnen.
Inhaltlich versucht Huckabee sowohl den evangelikalen als auch den progressiven Flügel der republikanischen Wähler anzusprechen. Mehrmals kritisierte er Präsident George W. Bush, dessen Außenpolitik er unter anderem als „arrogant und einzelgängerisch“ bezeichnete.

Hauptartikel: Präsidentschaftswahl in den Vereinigten Staaten 2008 und Vorwahlergebnisse der Präsidentschaftswahl in den Vereinigten Staaten 2008
Im Vorfeld der Präsidentschaftswahl 2012 wurde Huckabee erneut als aussichtsreicher Kandidat für die republikanische Nominierung gehandelt. Am 14. Mai 2011 erklärte er jedoch, sich nicht ein weiteres Mal um das Amt bewerben zu wollen.
Von 2008 bis 2014 war er unter anderem als Fernsehmoderator beim Fox News Channel tätig. Im Januar 2015 beendete er seine Tätigkeit bei Fox News und bekundete sein Interesse an einer Kandidatur für die Präsidentschaftswahl 2016.

### Präsidentschaftskandidatur 2016
Am 5. Mai 2015 erklärte Huckabee in seiner Heimatstadt Hope, Arkansas seine Kandidatur für das Amt des Präsidenten und seine Teilnahme an der Präsidentschaftswahl in den Vereinigten Staaten 2016.
Er nahm an den Debatten der Republikanischen Partei am 6. August 2015 in Cleveland und am 16. September 2015 in Simi Valley teil. Nach seinem schlechten Abschneiden bei den Caucuses in Iowa gab er am 2. Februar das Ende seiner Kandidatur bekannt.

### Botschafter
Nachdem Donald Trump die Präsidentschaftswahl 2024 gewonnen hatte nominierte er Huckabee für den Posten des US-amerikanischen Botschafters in Israel. Am 9. April 2025 wurde er in dieser Position vom US-Senat bestätigt und er wurde am selbigen Tag vereidigt.

## Politische Positionen

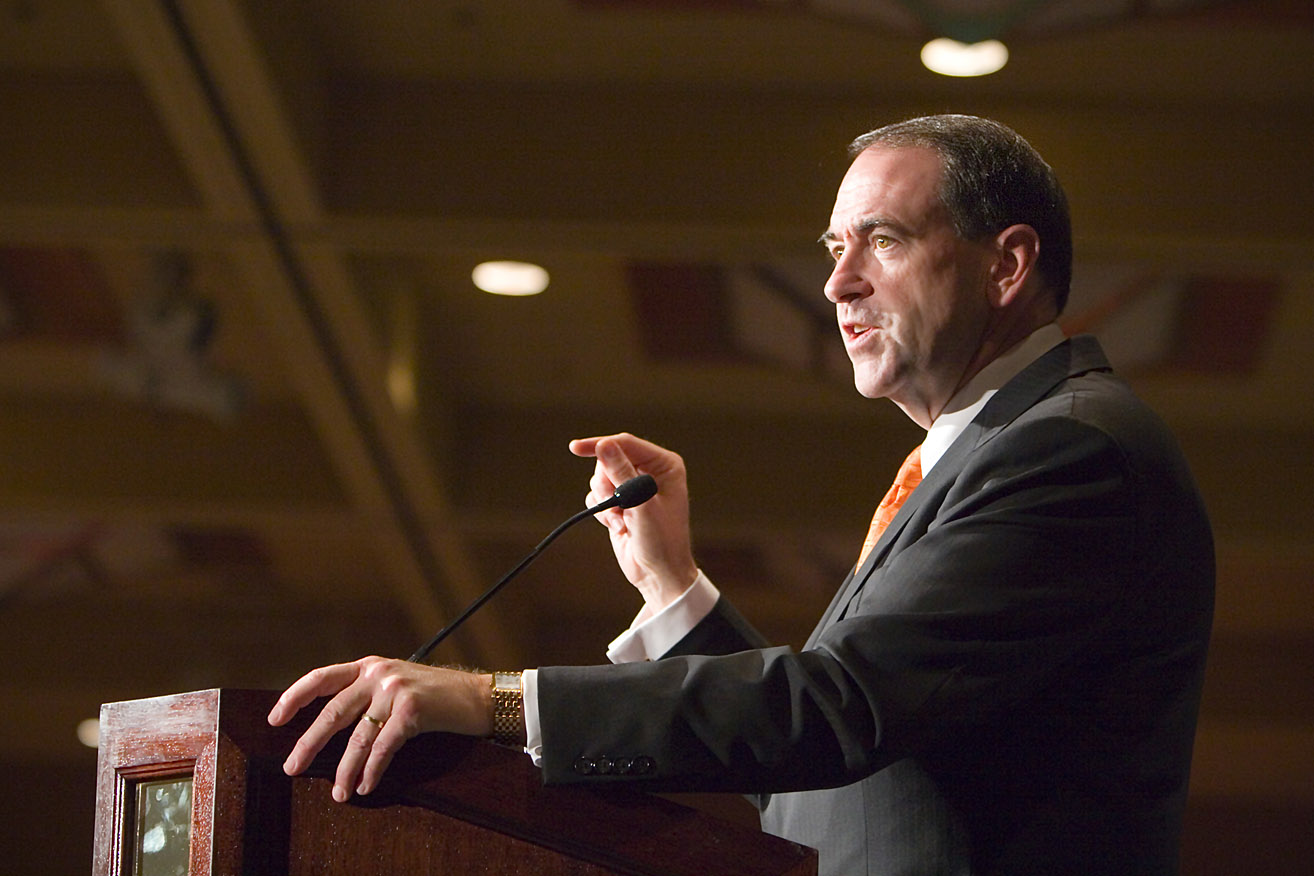
Mike Huckabee auf einer Wahlkampfveranstaltung

Als baptistisch geprägter Südstaaten-Republikaner vertritt Huckabee Positionen, die im politischen System der USA gesellschaftlichen Konservativismus widerspiegeln. Er ist ein Gegner der gleichgeschlechtlichen Ehe sowie der eingetragenen Partnerschaft, da er gleichgeschlechtliche Partnerschaften aus einem religiösen Motiv heraus als Sünde betrachtet und ablehnt, vergleichbar mit Lügen oder Stehlen. 1992 setzte sich Huckabee für eine Isolierung von AIDS-Patienten ein.
Der Associated Press sagte er:

If the federal government is truly serious about doing something with the AIDS virus, we need to take steps that would isolate the carriers of this plague. It is difficult to understand the public policy towards AIDS. It is the first time in the history of civilization in which the carriers of a genuine plague have not been isolated from the general population, and in which this deadly disease for which there is no cure is being treated as a civil rights issue instead of the true health crisis it represents.

„Wenn die Bundesregierung es wirklich ernst mit der Bekämpfung von AIDS meint, müssen wir dafür sorgen, dass die Träger dieser Seuche isoliert werden. Es ist schwer, die AIDS-Politik zu verstehen. Es ist das erste Mal in der Geschichte der Zivilisation, dass die Träger einer echten Seuche nicht von der Bevölkerung isoliert werden und dass diese tödliche Krankheit wie eine Frage von Bürgerrechten und nicht wie eine Gesundheitskrise behandelt wird.“

Huckabee setzte sich gegen Erhöhung des Budgets für die AIDS/HIV-Forschung ein und sagte, dass doch Hollywood-Berühmtheiten etwas spenden könnten.
Huckabee ist gegen Schwangerschaftsabbrüche sowie gegen strengere Waffengesetze, Befürworter der Todesstrafe und unterstützt die Forderung, die Lehren des Kreationismus und des Intelligent Design in Schulen gleichberechtigt neben der Evolutionstheorie unterrichten zu lassen. In der Vergangenheit betonte Huckabee wiederholt, dass er persönlich der geläufigen Sichtweise des Darwinismus „nicht notwendigerweise Glauben schenkt“. Huckabee ist einer der führenden Vertreter des Christlichen Zionismus. Er glaubt, dass Palästina den Juden durch Gott gegeben worden sei und dass die Juden ein gottgegebenes Recht hätten, dieses Land von den Palästinensern zu fordern.
Dem Jewish Russian Telegraph gab er ein Interview, in dem er Folgendes sagte: „Ich befürwortete einen Palästinenserstaat, aber nicht in Palästina, sondern in Saudi-Arabien oder Ägypten.“ ()
Im August 2008 besuchte er zusammen mit dem Verbindungsmann Dov Hikind Israel und war dort Gast der Organisation Ateret Cohanim. Diese Organisation hat es sich zum Ziel gesetzt, mehr Juden im muslimischen Viertel Ost-Jerusalems anzusiedeln.
Huckabee sagte, dass er den Arabern ja nicht das Recht, irgendwo zu leben, abspreche, aber das müsse ja nicht in Jerusalem sein. Eine Teilung Jerusalems nannte er unvorstellbar.
Im August 2009 traf sich Huckabee mit israelischen Siedlern und sprach mit ihnen über ein umstrittenes Siedlungsprojekt in den von Israel seit 1967 besetzten Gebieten. Anlässlich dieses Gespräches sagte er, dass es ihn beunruhige, dass es Menschen gäbe, die den Siedlern vorschreiben wollten, wo sie zu siedeln haben.
Er sprach sich für die Entlassung des israelischen Spions Jonathan Pollard aus, der zu dieser Zeit in den USA eine lebenslange Haft verbüßte.
Huckabee unterstützt den Irakkrieg, die 2007 verkündete Aufstockung der Truppen, ist jedoch gegen die Beibehaltung des umstrittenen Gefangenenlagers Guantanamo. Er betont, dass es sich bei dem sogenannten Krieg gegen den Terror aus seiner Sicht um einen Krieg gegen den „Islamfaschismus“ handelt und dass dieser Krieg ein theokratischer Krieg ist.
Huckabee empfiehlt die Einstellung von Gastarbeitern aus Mexiko in der Landwirtschaft, sprach sich aber gegen die McCain-Kennedy-Gesetzesvorlage für eine liberalere Einwanderungspolitik aus und sieht den Schutz der Grenzen als wichtigste Aufgabe der US-Politik an. Eine Militarisierung der Grenze zu Mexiko lehnt er jedoch ab. In einem CBS-Interview während des Wahlkampfes in Iowa erklärte er, dass er vorhabe, sich verstärkt ethnischen Minderheiten, Gewerkschaftern und anderen traditionell demokratischen Gruppen zuzuwenden: „Wenn die Republikaner keine Wählermehrheiten bekommen und keine Wählerstimmen, die wir normalerweise nicht bekommen, wird Hillary Clinton die nächste Präsidentin sein.“

In wirtschaftlichen und sozialen Fragen gilt Huckabee dagegen als eher gemäßigt bzw. als widersprüchlich. Einerseits tritt er für niedrigere Steuern ein, andererseits erhöhte er in seiner Amtszeit als Gouverneur die Staatsausgaben und die Personalausstattung des Staates. Während er einerseits für höhere Steuern für Besserverdienende und Steuerfreiheit für Geringverdiener eintritt, unterstützt er gleichzeitig den so genannten FairTax Act, der das bisherige System aus diversen Bundessteuern/-abgaben (insbesondere Einkommensteuer und Payroll-tax) durch eine nationale Mehrwertsteuer ersetzen und damit die Steuerprogression weitgehend abschaffen würde.
Nach der Veröffentlichung von Depeschen US-amerikanischer Botschaften durch WikiLeaks forderte er im November 2010 die Todesstrafe für „die Person, die diplomatische Dokumente an WikiLeaks durchsickern ließ“. Im Prozess gegen Chelsea Manning hatte die Militärstaatsanwaltschaft jedoch bereits 2011 erklärt, dass sie nicht die Höchststrafe fordern würde. Im Anschluss an das Massaker an der Grundschule Sandy Hook sagte Huckabee, dass man sich nicht wundern solle, wenn man Gott aus den Schulen verbannen würde. In einem Radiointerview mit dem Radiomoderator Jan Mickelson, der die Wiedereinführung der Sklaverei befürwortete, setzte sich Huckabee für die Wiedereinführung der Sklaverei bei verurteilten Straftätern ein.

## Werke
- Kids Who Kill (1998)
- Living Beyond Your Lifetime (2000)
- Quit Digging Your Grave with a Knife and Fork (2005)
- Character Makes a Difference: Where I’m From, Where I’ve Been, and What I will do (2007)
- From Hope to Higher Ground, My Vision for Restoring America’s Greatness (2008)
- Can’t Wait Till Christmas (2010)